# Лищичка польова
Лищичка польова, або лищиця польова, або псамофіліела мурова  (Psammophiliella muralis, syn. Gypsophila muralis) — вид рослин з родини гвоздичних (Caryophyllaceae), поширений у Євразії.

## Опис
Листки лінійні, 1–2.5 мм завдовжки. Чашечки широко дзвонові, 2.5–3 мм завдовжки. Пелюстки вдвічі довші від чашечки. Однорічна трав'яниста рослина 5–15 см заввишки. Стебло рясно розгалужене від основи, від голого до практично голого, блакитно-зелене. Листки супротивні, без черешка. Листові пластини лінійні, з цілим краєм, блакитно-зелені. Суцвіття нещільне багатоквіткове. Віночок радіально-симетричний, ніжний рожевий, ≈ 0.5–1 см шириною; пелюстків 5, цілі, темно-жильні. Чашечка 5-листочкова, біло-смугаста. Тичинок 10. Плід — вузько-яйцеподібна, яка розщеплюється на 4 частки, коробочка, довша від чашечки.

## Поширення
Поширений у Євразії; натуралізований у Японії, далекому сході Росії, Канаді [Онтаріо, Квебек], пн.-сх. США.
В Україні вид зростає на степових схилах, біля доріг, бур'ян — майже на всій, часто.

## Галерея

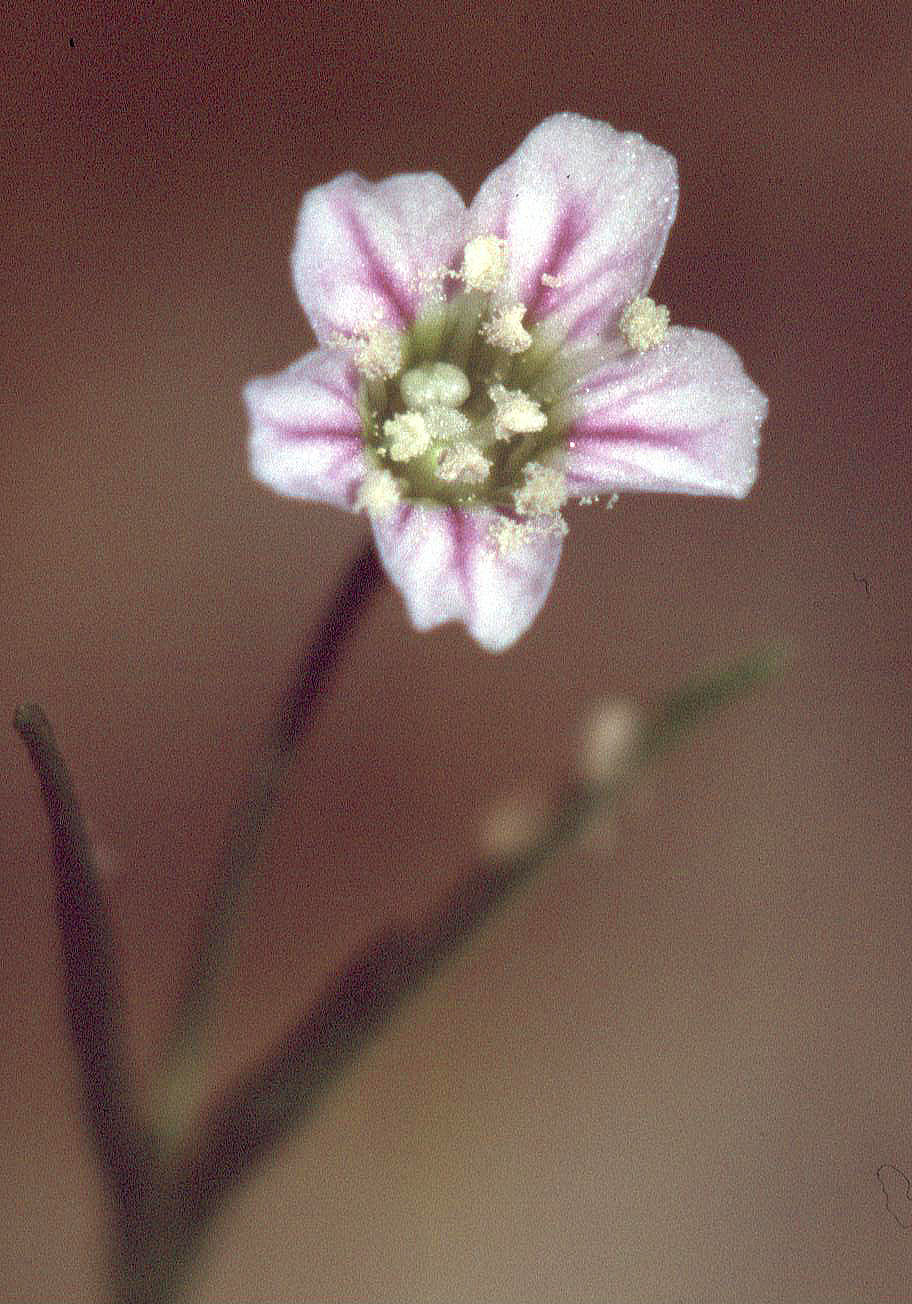
квітка
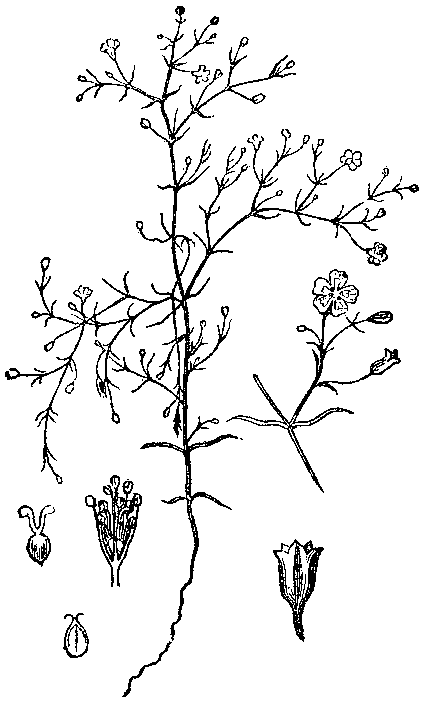
ілюстрація